# Gouvernement Allende
 (mars 2023).
Si vous disposez d'ouvrages ou d'articles de référence ou si vous connaissez des sites web de qualité traitant du thème abordé ici, merci de compléter l'article en donnant les références utiles à sa vérifiabilité et en les liant à la section « Notes et références ».
Eduardo Frei Montalva 
Le gouvernement Allende est le gouvernement du Chili entre le 4 novembre 1970 et le 11 septembre 1973, dont le président de la République est Salvador Allende.

## Contexte

### Élection présidentielle de 1970
La campagne fut tendue sans qu'il y ait d'actes de violence. Les candidats de la UP et la DC organisèrent des rassemblements de plusieurs milliers de personnes, contre les conseillers d'Allessandri qui lui évitèrent les grands rassemblements, qu'ils considéraient comme néfastes étant donné ses 74 ans. Cependant, il fit quelques tournées limitées à travers le Chili. Son unique grand meeting eut lieu à la fin de la campagne et fut boycotté par la Télévision Nationale Chilienne TVN qui le présenta comme un échec.
Allessandri, bien qu'étant en bonne santé, vit son image ternie par un film réalisé par son équipe où on voyait une de ses mains agitée de tremblements, ce film fut utilisé contre lui par ses adversaires. Les partis de droite attaquèrent également leurs adversaires signalant le danger que constituerait ce qu'ils considéraient comme une dictature marxiste léniniste, qui détruirait les bases de la société, visant également la démocratie chrétienne qui se montrait tant ouverte aux idées de gauche.
Comme une bonne partie de l'équipe d'Alessandri était sûre d'une victoire, au moins à la majorité relative, ils s'irritèrent quand dans une entrevue, un journaliste d'El Mercurio demanda au Commandant en chef de l'armée René Schneider quelle serait l'attitude de l'armée si aucun des deux candidats n'obtenait la majorité absolue, ce à quoi il répondit que le congrès plénier devrait décider comme il est établi dans la constitution et que l'armée se conformerait totalement aux postulats de la charte fondamentale (cela serait la base de la doctrine Schneider). Les partisans d'Allessandri s'irritèrent car la tradition voulait que celui qui obtient la majorité relative soit élu président.
L'ambiance resta très politisée car les oppositions étaient très marquées. Allende proposait une transition pacifique vers le socialisme, « la voie chilienne vers le socialisme, avec un goût d'empanadas et de vin rouge », qui reposait sur la nationalisation du cuivre et des entreprises clés du pays, la création d'un « pouvoir populaire », la radicalisation de la réforme agraire, une politique internationale anti-impérialiste et une série de mesures qui menaient à la transition du capitalisme au socialisme.
Tomic avait un plan similaire, mais axé sur un humanisme chrétien, en opposition à l'athéisme marxiste-léniniste. Sur le sujet délicat du cuivre, il proposait une nationalisation concertée conforme à celle projetée à la fin du gouvernement de Frei, laissant de côté la chilenisation (51 % du cuivre aux mains de l'État) sans écarter une nationalisation plus traditionnelle (100 % du cuivre aux mains de l'État).
Allessandri promettait par contre à ses électeurs le retour au système économique libéral pratiqué pendant ses six années de gouvernement, le rétablissement de l'ordre, en plus d'un retour en arrière sur les thèmes tels que la réforme agraire, la réforme universitaire.
Le 4 septembre eut lieu l'élection présidentielle, dans une atmosphère de calme et d'ordre, et après minuit on connut le résultat du scrutin : Allende : 36,6 %, Alessandri : 35,3 %, Tomic : 28,1 %. L'assurance des allessandristes se transforma en crainte d'un gouvernement socialiste tandis que les allendistes et même quelques démocrates-chrétiens descendirent dans la rue pour exprimer leur joie.
Allende fit son premier discours en tant que président élu à l'Alameda, où il fut accueilli par les ovations de ses partisans. Le lendemain matin Tomic le reconnut comme président élu, appliquant ainsi le pacte qu'ils avaient secrètement conclu.

## Historique

### Formation
Le 3 novembre, Allende prend ses fonctions de président de la République après le vote du Congrès national. Ensuite, il se rend à la cathédrale pour entendre le Te Deum œcuménique célébré dans toutes les églises du pays. Ce jour-là, Allende nomme ses ministres issus de l'Unité populaire.

### Évolution

#### Nomination de militaires et oppositions de l'Unité populaire
À partir de novembre 1972, le président Salvador Allende décide la nomination des militaires afin de satisfaire une ligne conservatrice au sein de l'armée, notamment Carlos Prats à l'Intérieur et Ismael Huerta Díaz aux Travaux publics et aux Transports, malgré l'opposition de la coalition de l'Unité populaire,.
Néanmoins, afin de ne pas détruire l'unité de la coalition sur ce sujet, Allende décide de convoquer un Congrès de l'Unité populaire, souhaitant officiellement une mobilisation de la coalition et une mise à jour tactique et du programme socialiste.

#### Ouverture vers l'aile gauche du Parti démocrate-chrétien
Peu de temps après son arrivée au pouvoir, Allende dialogue avec l'aile gauche du Parti démocrate-chrétien afin de tenter de renforcer sa majorité parlementaire par des accords. Il propose notamment en juin 1971 que l'Unité populaire retire son candidat lors de l'élection législative partielle de juillet 1971 (es) dans la sixième circonscription, en échange d'un candidat démocrate-chrétien progressiste.
Finalement, aucun accord n'a lieu, et à l'inverse, il y a un accord entre le Parti démocrate-chrétien et le Parti national, plaçant le candidat unique de l'opposition Óscar Marín Socías (es) (PDC) face à Hernán del Canto, candidat de l'UP.
Le candidat démocrate-chrétien remporte la législative partielle, et l'alliance entre le PDC et le PN est la raison du départ de l'une des ailes gauche (« tiers parti ») du parti démocrate-chrétien en juillet 1971, et qui conduit à la création de la Gauche chrétienne chilienne (es).
Malgré cela, Allende semble continue le dialogue avec l'aile gauche du PDC, et en juin 1972, il négocie un programme législatif commun. Néanmoins, le gouvernement a surtout créer un accord avec l'aile gauche, qui a été ensuite validé par la direction nationale, mais l'aile conservatrice s'est ensuite rebellée en interne et a fait échouer l'accord parlementaire avec le gouvernement.
Cet échec a contribué à un rejet systématique de toute possibilité de négociation d'un accord parlementaire avec le Parti démocrate-chrétien, l'aile conservatrice et réactionnaire prenant le contrôle de l'appareil du parti.
Lors du remaniement de juillet 1973, un ministère est proposé au recteur de l'université pontificale catholique du Chili Fernando Castillo Velasco (es), membre du Parti démocrate-chrétien. Cependant, la direction nationale a refusée la proposition présidentielle.

#### La Gauche chrétienne (IC) intègre le gouvernement
À l'occasion des élections législatives de mars 1973, la Gauche chrétienne (es) participe à la campagne électorale, sa première depuis sa création en octobre 1971. Le parti de gauche chrétienne, inspiré par la théologie de la libération et l'humanisme chrétien obtient deux sièges, un à la Chambre des députés et un au Sénat.
Le 27 mars 1973, Sergio Bitar est nommé ministre des Mines. Le 28 août 1973, Pedro Felipe Ramírez (es) est nommé ministre du Logement et de l'urbanisme, tandis que ce dernier est ensuite nommé ministre des Mines le 5 juillet 1973.

### Voie chilienne vers le socialisme

#### Application du programme
Devenu le premier président élu démocratiquement sur un programme socialiste, Allende ne dispose cependant pas de la majorité parlementaire. Il décide alors de gouverner régulièrement par décrets, ce qui lui évite de passer par le Parlement. Dans les deux premiers mois suivant l’élection de Salvador Allende, les classes possédantes et les investisseurs procèdent à des retraits massifs de capitaux du Chili par peur d'un nouveau président qui se reconnait volontiers anticapitaliste.
Conformément au programme électoral de la campagne présidentielle d'Allende et de l'Unité populaire (« les 40 mesures ») de nombreuses entreprises sont nationalisées, dont neuf banques sur dix, et les mines de cuivre, qui représentent les trois quarts des exportations. La réforme agraire (commencée en 1967) consacre la redistribution de près de 10 millions d'hectares à plus de 100 000 familles. La politique économique est qualifiée de « socialiste » ou de « keynésienne », suivant les sources,. Dans la première année de présidence d'Allende, dopés par le contrôle des prix et les augmentations de salaires, les résultats économiques sont immédiats : le PIB progresse de 9 % en 1971 et le chômage diminue (il sera de 3,1 % en 1972).
Le divorce est légalisé, la sécurité sociale est étendue.

## Composition

### Initiale (4 novembre 1970)
| Image | Fonction                                                         | Nom                                                         | Nom                                                          | Parti    |
| ----- | ---------------------------------------------------------------- | ----------------------------------------------------------- | ------------------------------------------------------------ | -------- |
|       | Président de la République                                       |                                                             | Salvador Allende                                             | PS       |
|       | Ministre de l’Intérieur et de la sécurité publique               |                                                             | José Tohá                                                    | PS       |
|       | Ministre des Affaires étrangères                                 |                                                             | Clodomiro Almeyda                                            | PS       |
|       | Ministre de l'Économie, du développement et de la Reconstruction |                                                             | Pedro Vuskovic (es)                                          | PS       |
|       | Ministre des Finances                                            |                                                             | Américo Zorrilla (es)                                        | PCCh     |
|       | Ministre de l'Éducation                                          |                                                             | Mario Astorga (es)                                           | PR       |
|       | Ministre de la Justice                                           |                                                             | Lisandro Cruz Ponce (es)                                     | API (es) |
|       | Ministre de la Défense nationale                                 |                                                             | Alejandro Ríos Valdivia (es)                                 | PR       |
|       | Ministre des Travaux publics et des Transports                   |                                                             | Pascual Barraza (es)                                         | PCCh     |
|       | Ministre de l'Agriculture                                        |                                                             | Jacques Chonchol                                             | MAPU     |
|       | Ministre des Terres et de la Colonisation                        |                                                             | Humberto Martones Morales (es)                               | PSD (es) |
|       | Ministre du Travail et de la Protection sociale                  |                                                             | José Oyarce Jara (es)                                        | PCCh     |
|       | Ministre de la Santé publique                                    |                                                             | Óscar Jiménez Pinochet (es) (jusqu'au 14 août 1971)          | PSD (es) |
|       | Ministre de la Santé publique                                    |                                                             | Juan Carlos Concha Gutiérrez (es) (à partir du 14 août 1971) | MAPU     |
|       | Ministre des Mines                                               |                                                             | Orlando Cantuarias (es)                                      | PR       |
|       | Ministre du Logement et de l'Urbanisme                           |                                                             | Carlos Cortés Díaz (es) (jusqu'au 17 septembre 1971)         | PS       |
|       | Ministre du Logement et de l'Urbanisme                           | Julio Benítez Castillo (es) (à partir du 17 septembre 1971) |                                                              | PS       |
|       | Secrétaire général du gouvernement                               |                                                             | Jaime Suárez Bastidas (es)                                   | PS       |

### Première vague de remaniements (1972)
| Image | Fonction                                                         | Nom | Nom                                                                       | Parti    |
| ----- | ---------------------------------------------------------------- | --- | ------------------------------------------------------------------------- | -------- |
|       | Président de la République                                       |     | Salvador Allende                                                          | PS       |
|       | Ministre de l’Intérieur et de la sécurité publique               |     | Alejandro Ríos Valdivia (es) (intérim, 22 janvier 1972 - 10 février 1972) | PR       |
|       | Ministre de l’Intérieur et de la sécurité publique               |     | Hernán del Canto (10 février 1972 - 8 août 1972)                          | PS       |
|       | Ministre de l’Intérieur et de la sécurité publique               |     | Jaime Suárez Bastidas (es) (8 août - 2 novembre 1972)                     | PS       |
|       | Ministre de l’Intérieur et de la sécurité publique               |     | Carlos Prats (à partir du 2 novembre 1972)                                | Indép.   |
|       | Ministre des Affaires étrangères                                 |     | Clodomiro Almeyda                                                         | PS       |
|       | Ministre de l'Économie, du développement et de la Reconstruction |     | Pedro Vuskovic (es) (jusqu'au 17 juin 1972)                               | PS       |
|       | Ministre de l'Économie, du développement et de la Reconstruction |     | Carlos Matus (17 juin - 2 novembre 1972)                                  | PS       |
|       | Ministre de l'Économie, du développement et de la Reconstruction |     | Fernando Flores Labra (2 novembre - 29 décembre 1972)                     | MAPU     |
|       | Ministre de l'Économie, du développement et de la Reconstruction |     | Orlando Millas (es) (à partir du 29 décembre 1972)                        | PCCh     |
|       | Ministre des Finances                                            |     | Américo Zorrilla (es) (jusqu'au 17 juin 1972)                             | PCCh     |
|       | Ministre des Finances                                            |     | Orlando Millas (es) (17 juin - 29 décembre 1972)                          | PCCh     |
|       | Ministre des Finances                                            |     | Fernando Flores Labra (à partir du 29 décembre 1972)                      | MAPU     |
|       | Ministre de l'Éducation                                          |     | Mario Astorga (es) (jusqu'au 28 janvier 1972)                             | PR       |
|       | Ministre de l'Éducation                                          |     | Alejandro Ríos Valdivia (es) (28 janvier - 17 juin 1972)                  | PR       |
|       | Ministre de l'Éducation                                          |     | Aníbal Palma (es) (17 juin - 2 novembre 1972)                             | PR       |
|       | Ministre de l'Éducation                                          |     | Jorge Tapia (es) (à partir du 2 novembre 1972)                            | PR       |
|       | Ministre de la Justice                                           |     | Lisandro Cruz Ponce (es) (jusqu'au 28 janvier 1972)                       | API (es) |
|       | Ministre de la Justice                                           |     | Manuel Sanhueza Cruz (es) (28 janvier - 6 avril 1972)                     | PIR (es) |
|       | Ministre de la Justice                                           |     | Jorge Tapia (es) (6 avril - 2 novembre 1972)                              | PR       |
|       | Ministre de la Justice                                           |     | Sergio Insunza (es) (à partir du 2 novembre 1972)                         | PCCh     |
|       | Ministre de la Défense nationale                                 |     | Alejandro Ríos Valdivia (es) (jusqu'au 7 janvier 1972)                    | PR       |
|       | Ministre de la Défense nationale                                 |     | José Tohá (à partir du 7 janvier 1972)                                    | PS       |
|       | Ministre des Travaux publics et des Transports                   |     | Pascual Barraza (es) (jusqu'au 2 novembre 1972)                           | PCCh     |
|       | Ministre des Travaux publics et des Transports                   |     | Ismael Huerta (es) (à partir du 2 novembre 1972)                          | Indép.   |
|       | Ministre de l'Agriculture                                        |     | Jacques Chonchol (jusqu'au 2 novembre 1972)                               | MAPU     |
|       | Ministre de l'Agriculture                                        |     | Rolando Calderón (es) (à partir du 2 novembre 1972)                       | PS       |
|       | Ministre des Terres et de la Colonisation                        |     | Humberto Martones Morales (es)                                            | PSD (es) |
|       | Ministre du Travail et de la Protection sociale                  |     | José Oyarce Jara (es) (jusqu'au 17 juin 1972)                             | PCCh     |
|       | Ministre du Travail et de la Protection sociale                  |     | Mireya Baltra (17 juin - 2 novembre 1972)                                 | PCCh     |
|       | Ministre du Travail et de la Protection sociale                  |     | Luis Figueroa Mazuela (es) (à partir du 2 novembre 1972)                  | PCCh     |
|       | Ministre de la Santé publique                                    |     | Juan Carlos Concha Gutiérrez (es) (jusqu'au 3 novembre 1972)              | MAPU     |
|       | Ministre de la Santé publique                                    |     | Arturo Jirón (es) (à partir du 3 novembre 1972)                           | Indép.   |
|       | Ministre des Mines                                               |     | Orlando Cantuarias (es) (jusqu'au 28 janvier 1972)                        | PR       |
|       | Ministre des Mines                                               |     | Mauricio Jungk (es) (28 janvier - 6 avril 1972)                           | PIR (es) |
|       | Ministre des Mines                                               |     | Pedro Palacios Cameron (6 avril - 17 juin 1972)                           | Indép.   |
|       | Ministre des Mines                                               |     | Jorge Arrate (17 juin - 10 juillet 1972)                                  | PS       |
|       | Ministre des Mines                                               |     | Alfonso David Lebón (es) (10 juillet - 2 novembre 1972)                   | API (es) |
|       | Ministre des Mines                                               |     | Claudio Sepúlveda Donoso (es) (à partir du 2 novembre 1972)               | Indép.   |
|       | Ministre du Logement et de l'Urbanisme                           |     | Julio Benítez Castillo (es) (jusqu'au 25 janvier 1972)                    | PS       |
|       | Ministre du Logement et de l'Urbanisme                           |     | Orlando Cantuarias (es) (28 janvier - 17 juin 1972)                       | PR       |
|       | Ministre du Logement et de l'Urbanisme                           |     | Luis Matte Valdés (es) (à partir du 17 juin 1972)                         | PS       |
|       | Secrétaire général du gouvernement                               |     | Jaime Suárez Bastidas (es) (jusqu'au 8 août 1972)                         | PS       |
|       | Secrétaire général du gouvernement                               |     | Hernán del Canto (à partir du 8 août 1972)                                | PS       |

### Deuxième et dernière vague de remaniements (1973)
| Image | Fonction                                                         | Nom | Nom                                                            | Parti    |
| ----- | ---------------------------------------------------------------- | --- | -------------------------------------------------------------- | -------- |
|       | Président de la République                                       |     | Salvador Allende                                               | PS       |
|       | Ministre de l'Intérieur et de la Sécurité publique               |     | Carlos Prats (2 novembre 1972 - 27 mars 1973)                  | Indép.   |
|       | Ministre de l'Intérieur et de la Sécurité publique               |     | Gerardo Espinoza Carrillo (es) (27 mars - 5 juillet 1973)      | PS       |
|       | Ministre de l'Intérieur et de la Sécurité publique               |     | Carlos Briones (es) (5 juillet - 9 août 1973)                  | PS       |
|       | Ministre de l'Intérieur et de la Sécurité publique               |     | Orlando Letelier (9 août - 23 août 1973)                       | PS       |
|       | Ministre de l'Intérieur et de la Sécurité publique               |     | Carlos Briones (es) (23 août - 11 septembre 1973)              | PS       |
|       | Ministre des Affaires étrangères                                 |     | Clodomiro Almeyda                                              | PS       |
|       | Ministre des Affaires étrangères                                 |     | Orlando Letelier (22 mai - 9 août 1973)                        | PS       |
|       | Ministre des Affaires étrangères                                 |     | Clodomiro Almeyda (9 août - 11 septembre 1973)                 | PS       |
|       | Ministre de l'Économie, du développement et de la Reconstruction |     | Orlando Millas (es) (29 décembre 1972 - 5 juillet 1973)        | PCCh     |
|       | Ministre de l'Économie, du développement et de la Reconstruction |     | José Cademartori (es) (5 juillet 11 septembre 1973)            | PCCh     |
|       | Ministre des Finances                                            |     | Fernando Flores Labra (29 décembre 1972 - 9 août 1973)         | MAPU     |
|       | Ministre des Finances                                            |     | Raúl Montero Cornejo (es) (9 août - 28 août 1973)              | Indép.   |
|       | Ministre des Finances                                            |     | Daniel Arellano Macleod (es) (28 août - 11 septembre 1973)     | Indép.   |
|       | Ministre de l'Éducation                                          |     | Jorge Tapia (es) (2 novembre 1972 - 5 août 1973)               | PR       |
|       | Ministre de l'Éducation                                          |     | Edgardo Enríquez (es) (5 août - 11 septembre 1973)             | PR       |
|       | Ministre de la Justice                                           |     | Sergio Insunza (es) (2 novembre 1972 - 11 septembre 1973)      | PCCh     |
|       | Ministre de la Défense nationale                                 |     | José Tohá (7 janvier 1972 - 5 juillet 1973)                    | PS       |
|       | Ministre de la Défense nationale                                 |     | Clodomiro Almeyda (5 juillet - 9 août 1973)                    | PS       |
|       | Ministre de la Défense nationale                                 |     | Carlos Prats (9 août - 23 août 1973)                           | Indép.   |
|       | Ministre de la Défense nationale                                 |     | Orlando Letelier (23 août - 11 septembre 1973)                 | PS       |
|       | Ministre des Travaux publics et des Transports                   |     | Pascual Barraza (es) (jusqu'au 2 novembre 1972)                | PCCh     |
|       | Ministre des Travaux publics et des Transports                   |     | Ismael Huerta (es) (2 novembre 1972 - 31 janvier 1973)         | Indép.   |
|       | Ministre des Travaux publics et des Transports                   |     | Daniel Arellano Macleod (es) (31 janvier - 27 mars 1973)       | Indép.   |
|       | Ministre des Travaux publics et des Transports                   |     | Humberto Martones Morales (es) (27 mars - 9 août 1973)         | PR       |
|       | Ministre des Travaux publics et des Transports                   |     | César Ruiz Danyau (es) (9 - 18 août 1973)                      | Indép.   |
|       | Ministre des Travaux publics et des Transports                   |     | Humberto Magliochetti (es) (18 août - 11 septembre 1973)       | Indép.   |
|       | Ministre de l'Agriculture                                        |     | Rolando Calderón (es) (2 novembre 1972 - 27 janvier 1973)      | PS       |
|       | Ministre de l'Agriculture                                        |     | Pedro Hidalgo (es) (27 janvier - 5 juillet 1972)               | PS       |
|       | Ministre de l'Agriculture                                        |     | Ernesto Torrealba Morales (5 juillet - 13 juillet 1973)        | PS       |
|       | Ministre de l'Agriculture                                        |     | Jaime Tohá (es) (13 juillet - 11 septembre 1973)               | PS       |
|       | Ministre des Terres et de la Colonisation                        |     | Humberto Martones Morales (es) (jusqu'au 27 mars 1973)         | PSD (es) |
|       | Ministre des Terres et de la Colonisation                        |     | Roberto Cuéllar (es) (27 mars - 9 août 1973)                   | API (es) |
|       | Ministre des Terres et de la Colonisation                        |     | José María Sepúlveda (es) (9 août - 11 septembre 1973)         | Indép.   |
|       | Ministre du Travail et de la Protection sociale                  |     | Luis Figueroa Mazuela (es) (jusqu'au 5 juillet 1973)           | PCCh     |
|       | Ministre du Travail et de la Protection sociale                  |     | Jorge Godoy Godoy (5 juillet - 11 septembre 1973)              | PCCh     |
|       | Ministre de la Santé publique                                    |     | Arturo Jirón (es) (jusqu'au 28 août 1973)                      | Indép.   |
|       | Ministre de la Santé publique                                    |     | Mario Lagos Hernández (28 août - 11 septembre 1973)            | PR       |
|       | Ministre des Mines                                               |     | Claudio Sepúlveda Donoso (es) (2 novembre 1972 - 27 mars 1973) | Indép.   |
|       | Ministre des Mines                                               |     | Sergio Bitar (28 août - 11 septembre 1973)                     | IC (es)  |
|       | Ministre des Mines                                               |     | Pedro Felipe Ramírez (es) (5 juillet - 28 août 1973)           | IC (es)  |
|       | Ministre des Mines                                               |     | Rolando González Acevedo (28 août - 11 septembre 1973)         | Indép.   |
|       | Ministre du Logement et de l'Urbanisme                           |     | Luis Matte Valdés (es) (17 juin 1972 - 9 août 1973)            | PS       |
|       | Ministre du Logement et de l'Urbanisme                           |     | Aníbal Palma (es) (9 août - 28 août 1973)                      | PR       |
|       | Ministre du Logement et de l'Urbanisme                           |     | Pedro Felipe Ramírez (es) (28 août - 11 septembre 1973)        | IC (es)) |
|       | Secrétaire général du gouvernement                               |     | Hernán del Canto (8 août 1972 - 27 mars 1973)                  | PS       |
|       | Secrétaire général du gouvernement                               |     | Aníbal Palma (es) (27 mars - 9 août 1973)                      | PR       |
|       | Secrétaire général du gouvernement                               |     | Fernando Flores Labra (9 août - 11 septembre 1973)             | MAPU     |